# پارک بین‌المللی صلح واترتون-گلیشر
پارک بین‌المللی صلح واترتون-گلیشر اتحادی است از پارک ملی واترتون لیکس در کانادا و پارک ملی گلیشر در ایالات متحده. هر دو پارک به عنوان ذخیره‌گاه زیست‌کره توسط یونسکو اعلام شده‌اند و اتحادیه آن‌ها به عنوان یک سایت میراث جهانی شناخته شده است.